# Elaeocarpus griffithii
Elaeocarpus griffithii är en tvåhjärtbladig växtart som först beskrevs av Robert Wight, och fick sitt nu gällande namn av Asa Gray. Elaeocarpus griffithii ingår i släktet Elaeocarpus och familjen Elaeocarpaceae. Inga underarter finns listade i Catalogue of Life.